# Michael (1511)
Michael (pl. Michał), zwany również "Great Michael", był karaką wchodzącą w skład Królewskiej Szkockiej Marynarki wojennej (Royal Scottish Navy). Budowę rozpoczęto w roku 1507 z rozkazu króla Jakuba IV w nowej stoczni Newhaven, gdyż dotychczasowa stocznia w Leith była za mała. Okręt budowany był pod kierunkiem szkutnika Jacques'a Terella oraz kapitana Andrew Wood of Largo (który to został jego pierwszym dowódcą).
W momencie wodowania był to największy okręt w Europie - dwukrotnie przewyższał rozmiarami słynną Mary Rose Henryka VIII. Informacje na temat okrętu (wymiary, uzbrojenie etc.) zawarte w "Historie and Chronicles of Scotland, 1436-1565" spisał szkocki XVI-wieczny kronikarz Robert Lindsay of Pitscottie.
Drewno do budowy "Michaela" transportowano z odległych miejsc, takich jak Francja i M. Bałtyckie.
Swoją nazwę okręt zawdzięczał archaniołowi Michałowi i był zbudowany z myślą o krucjacie przeciw Imperium osmańskiemu. Plany związane z "Michaelem" uległy zmianie, gdy rozpoczęły się Wojny włoskie - na mocy Sojuszu z Auld Szkocja była zobowiązana prowadzić działania przeciwko Anglii.
W 1513 szkockie siły inwazyjne miały zaatakować angielskie posiadłości we Francji. Jednak flota - z największymi okrętami Michaelem, Jamesem i Margaret - dowodzona przez Jamesa Hamiltona zamiast zaatakować Anglików, napadła na irlandzkie miasto Carrickfergus. Jest to jedyny potwierdzony przypadek użycia "Michaela" w akcji bojowej.
Rozmiary okrętu sprawiały, że był on drogi w eksploatacji. Jeszcze w roku 1513 Jakub IV wynajął go Francji. Niebawem jednak król Szkocji zginął w bitwie pod Flodden. W związku z tym okręt sprzedano w 1514 Ludwikowi XII za sumę 40000 liwrów. Ludwik zmienił nazwę okrętu na "La Grande Nef d'Ecosse" (fr. Wielki Szkocki Okręt).
Dalsze losy jednostki są nieznane, jednak szkocki historyk Norman MacDougall z University of St Andrews wysunął hipotezę, że okręt pod zmienioną przez Francuzów nazwą brał udział w bitwie pod Solent w roku 1545 podczas inwazji na Anglię, w której zatonął lub został zatopiony angielski okręt Mary Rose. Brak na to jednak dowodów potwierdzonych źródłami historycznymi. Jeszcze bardziej niewiarygodne są informacje o umieszczeniu na wyposażeniu okrętu gigantycznej 22-calowej bombardy Mons Meg - wcześniej użytej podczas oblężenia zamku Threave. Eksploatacja działa tej wielkości i wagi, mogącego oddawać tylko kilka strzałów w ciągu dnia (wskutek przegrzewania się lufy) i mającego wielki odrzut, nie miałaby racji bytu na pokładzie statku.